# Kepsut
Kepsut là một huyện thuộc tỉnh Balıkesir, Thổ Nhĩ Kỳ. Huyện có diện tích 908 km² và dân số thời điểm năm 2007 là 26015 người, mật độ 29 người/km².